# География на Източен Тимор
Тази статия описва географията на Източен Тимор.
Разположение
Югоизточна Азия, северозападно от Австралия, част от Малките Зондски острови в крайните източни части на Индонезийския архипелаг; вклчва само източната половина от остров Тимор, регионът Окуси-Амбено в северозападната част на остров Тимор и островите Атауро и Жако.
Площ
- Общо: 14 874 km²

Граници
- Общо: 228 km
- Погранични държави: Индонезия 228 km

Брегова линия
6789 km
Климат
Горещ и влажен тропичен; с дъждовен и сух сезон
Релеф
Планински
Екстремни точки
- Най-ниска точка: Тиморско море, Море Саву, и Море Банда 0 м
- Най-висока точка: Фохо Татамайлау 2963 m

Природни ресурси
Злато, нефт, природен газ, манган, мрамор
Обработваема земя
1065 km²
Природни бедствия
Наводнения и свлачища; земетресения, цунамита, тропически циклони
Природни проблеми
изсичане на дърветата, ерозия на почвата